# Engenharia civil costeira e portuária
A engenharia civil costeira e portuária é um ramo da engenharia civil com forte interface  com as ciências da oceanografia, meteorologia, mecânica dos fluidos, dentre outras, que trata do projeto, construção, monitoramento e análise de impactos de obras de engenharia que envolvam a região costeira, incluindo costas oceânicas, baías, lagunas e estuários. Entretanto, sendo uma área da Engenharia Civil, o profissional também possui formação básica dessa área que o habilita a atuar em obras e projetos clássicos da Engenharia Civil.

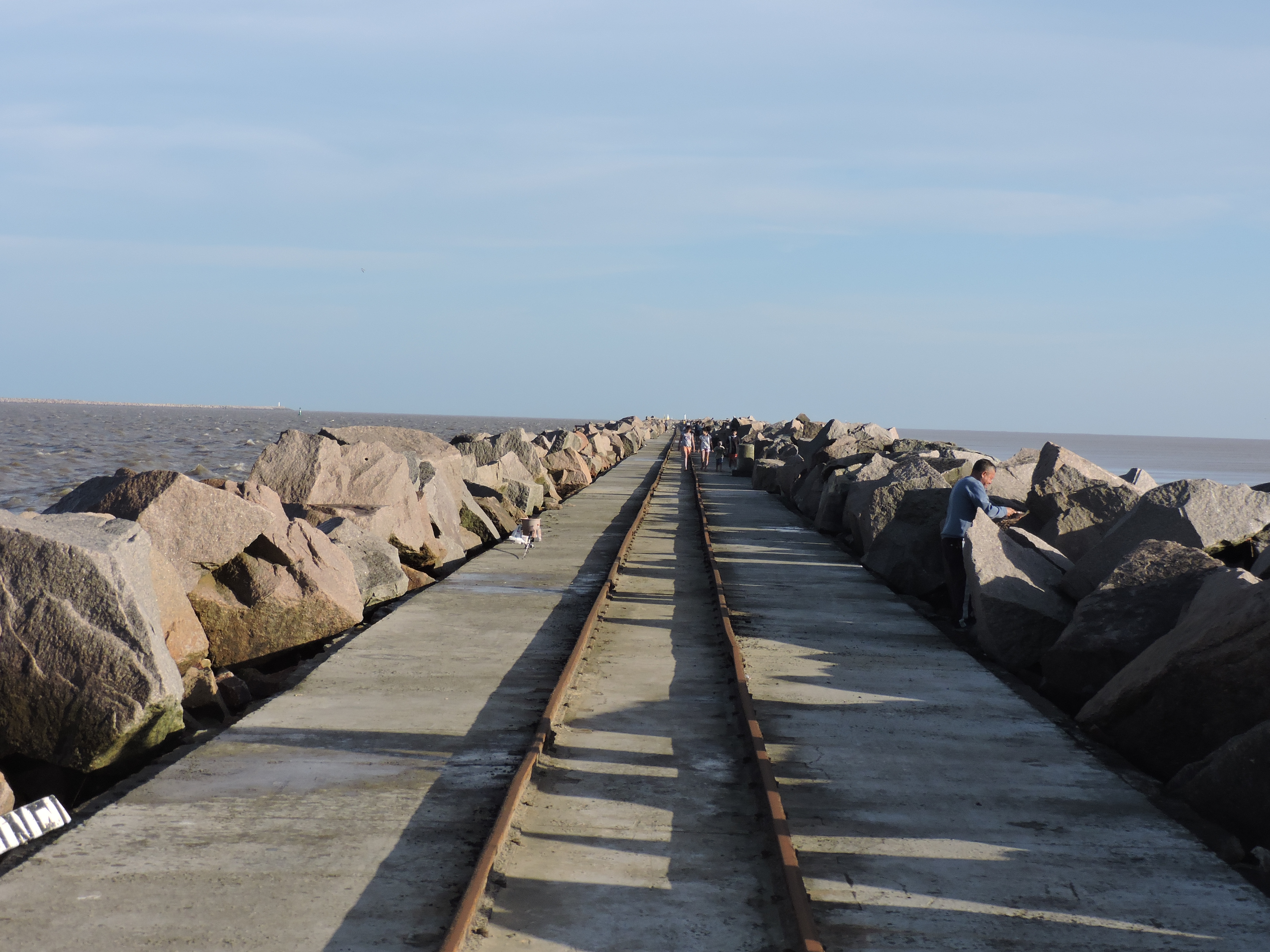
Molhes de Rio Grande RS, uma grande obra de engenharia costeira.

## Formação
Atualmente o curso de engenharia civil costeira e portuária é ofertado no Brasil apenas pela Universidade Federal do Rio Grande (FURG). Tendo carga horária total de 4340 horas, distribuídas em cinco anos em disciplinas anuais e semestrais, nos turnos manhã e tarde. Além de conteúdos específicos das áreas Costeira e Portuária, os alunos também tem o currículo básico comum às Engenharias e também às disciplinas específicas da engenharia civil.

## Atuação
Um engenheiro com essa formação tem a competência não somente para atuar na área clássica da engenharia civil, mas também em estudos costeiros, que significa ter o conhecimento de atividades atuantes no local em questão, que servirão de subsídio para todos os processos de engenharia. Outra área que é incluída na sua atuação é obras de proteção costeira, que inclui a análise de alternativas, o projeto, a construção e o estudo dos impactos das obras que serão utilizadas para proteção da costa.

## Ligações Externas
- Página oficial da Universidade Federal do Rio Grande
- Página oficial da Escola de Engenharia da Universidade Federal do Rio Grande